# Buraco Azul (Mar Vermelho)
O Buraco Azul é um local de mergulho no sudeste do Sinai, alguns quilômetros ao norte de Dahab, Egito, na costa do Mar Vermelho .
O local é um sumidouro submarino, com uma profundidade máxima dentro do buraco de pouco mais de 100 m (328 pés). Há uma abertura rasa para o mar por volta das 6 m (20 pés) de profundidade, conhecido como "a sela", e um túnel de 26 m (85 pés) de comprimento, conhecido como "o Arco", cujo teto está a uma profundidade de 55 m (181 pés) e cujo fundo desce ao atingir o lado do mar para cerca de 120 m (394 pés). Na costa do mar, o piso desce abruptamente para mais de 1.000 metres (3.300 ft) . O buraco e a área circundante têm abundância de corais e peixes de recife . O Blue Hole é popular para mergulho livre devido à profundidade acessível diretamente da costa e à falta de corrente.
O local de mergulho tem a reputação de ter o maior número de mortes de mergulhadores do mundo, com estimativas entre 130 e 200 mortes nos últimos anos. As razões pelas quais este lugar tem um número tão alto de mortes não são claramente compreendidas.